# إدوارد مانيه
إدوارد مانيه (بالفرنسية Édouard Manet؛ 23 يناير 1832 - 30 أبريل 1883) هو رسام فرنسي يعتبر أحد رواد المدرسة الانطباعية.
ولد مانيه لأسرة برجوازية ميسورة الحال فقد كان والده رجل قانون ناجح، وقد أتاح له ذلك أن يعبر عن آرائه وانتقاداته دون الخوف من أن يؤدي ذلك إلى فقدانه مصدر الرزق بعكس العديد من الفنانين الآخرين الذين كانوا متعلقين براع لأعمالهم. حلم في صغره أن يصبح ضابط بحرية لكن بعد فشله مرتين في امتحانات القبول قام بتعلم الفن لدى توماس كوتير. مع ذلك، يدعي البعض أن أسلوبه تأثر من تأمله لأعمال الفنانين الهولنديين والإسبان. يتبدى هذا التأثر في مواضيع رسوم مانيه.
أعماله المبكرة غداء على العشب واوليمبيا أثارت جدلا كبيرا وأثّرت على أعمال بعض الفنانين الشبان الذين أسسوا المدرسة الانطباعية. تعتبر هذه الأعمال اليوم، علامة فارقة في تاريخ الرسم تُمثّل بداية الفن الحديث.

## روابط خارجية
- إدوارد مانيه على موقع الموسوعة البريطانية (الإنجليزية)
- إدوارد مانيه على موقع ميوزك برينز (الإنجليزية)
- إدوارد مانيه على موقع إن إن دي بي (الإنجليزية)
- إدوارد مانيه على موقع ديسكوغز (الإنجليزية)